# Watari-kun no xx ga Hōkai Sunzen
Watari-kun no xx ga Hōkai Sunzen (渡くんの××が崩壊寸前?) es una serie de manga japonesa escrita e ilustrada por Naru Narumi. Fue originalmente serializada en la revista Young Ace de Kadokawa Shoten de agosto de 2014 a enero de 2015. 
Posteriormente, la serie se transfirió a la revista Monthly Young Magazine de Kodansha, donde continuó desde noviembre de 2015 hasta septiembre de 2023.
Una adaptación a serie de televisión anime, producida por Staple Entertainment, se estrenó el 5 de julio de 2025.

## Argumento
La historia sigue a Naoto Watari, un joven que vive dedicado a proteger a su hermana menor, Suzushiro, después de la muerte de sus padres.
Su vida tranquila se ve alterada con el regreso de su amiga de la infancia, Satsuki, quien despierta recuerdos dolorosos y desestabiliza su rutina. La devoción de Naoto hacia su hermana choca con los secretos que comienzan a surgir, amenazando con desmoronar su mundo. 

## Personajes
Naoto Watari (渡直人 Watari Naoto?)
 Seiyū: Shūichirō Umeda
Satsuki Tachibana (館花紗月 Tachibana Satsuki?)
 Seiyū: Yumika Yano
Yukari Ishihara (石原紫 Ishihara Yukari?)
 Seiyū: Yurie Igoma
Makina Umezawa (梅澤真輝奈 Umezawa Makina?)
 Seiyū: Megu Umezawa
Shigenobu Tokui (徳井重信 Tokui Shigenobu?)
 Seiyū: Yoshiki Nakajima
Suzushiro Watari (渡鈴白 Watari Suzushiro?)
 Seiyū: Hinaki Yano

## Contenido de la obra

### Manga
Escrito e ilustrado por Naru Narumi, Watari-kun no xx ga Hōkai Sunzen se publicó inicialmente en la revista Young Ace de Kadokawa Shoten desde el 4 de agosto de 2014 hasta enero de 2015. Posteriormente se transfirió a la Monthly Young Magazine de Kodansha, donde continuó desde el 20 de noviembre de 2015, hasta el 20 de septiembre de 2023. Los capítulos de la serie se han compilado en dieciséis volúmenes de tankōbon hasta la fecha.
Durante su panel de la Anime NYC de 2019, Kodansha USA anunció que obtuvieron la licencia del manga en formatos solo digitales en inglés.

#### Lista de volúmenes
| Volúmenes de manga publicados | Volúmenes de manga publicados                    | Volúmenes de manga publicados                          |
| Número                        | Fecha de lanzamiento                             | ISBN                                                   |
| ----------------------------- | ------------------------------------------------ | ------------------------------------------------------ |
| 1                             | 14 de febrero de 2015 (KS) 6 de mayo de 2016 (K) | ISBN 978-4-04-102797-4 (KS) ISBN 978-4-06-382780-4 (K) |
| 2                             | 17 de junio de 2016                              | ISBN 978-4-06-382809-2                                 |
| 3                             | 6 de enero de 2017                               | ISBN 978-4-06-382909-9                                 |
| 4                             | 6 de julio de 2017                               | ISBN 978-4-06-510023-3                                 |
| 5                             | 5 de enero de 2018                               | ISBN 978-4-06-510701-0                                 |
| 6                             | 6 de septiembre de 2018                          | ISBN 978-4-06-512808-4                                 |
| 7                             | 6 de marzo de 2019                               | ISBN 978-4-06-514805-1                                 |
| 8                             | 4 de octubre de 2019                             | ISBN 978-4-06-517291-9                                 |
| 9                             | 4 de septiembre de 2020                          | ISBN 978-4-06-520694-2                                 |
| 10                            | 5 de marzo de 2021                               | ISBN 978-4-06-522588-2                                 |
| 11                            | 5 de agosto de 2021                              | ISBN 978-4-06-524343-5                                 |
| 12                            | 18 de febrero de 2022                            | ISBN 978-4-06-526831-5                                 |
| 13                            | 20 de julio de 2022                              | ISBN 978-4-06-528418-6                                 |
| 14                            | 19 de enero de 2023                              | ISBN 978-4-06-530414-3                                 |
| 15                            | 18 de agosto de 2023                             | ISBN 978-4-06-532372-4                                 |
| 16                            | 20 de noviembre de 2023                          | ISBN 978-4-06-532693-0                                 |

### Anime
Se anunció una adaptación de la serie al anime en la Monthly Young Magazine el 20 de septiembre de 2023.
La serie está producida por Staple Entertainment y dirigida por Takashi Naoya, con Tatsuya Takahashi a cargo de la composición de la serie, Tetsuya Yamada escribiendo guiones junto a Naoya, Matsuo Asami como asistente de dirección y Shōko Yasuda diseñando los personajes y como directora jefe de animación junto a Yukiyo Komito, Toshimitsu Kobayashi y Taeko Ōgi.
La serie anime se estrenó el 5 de julio de 2025 en Tokyo MX y otros canales.
El tema de apertura es «Yūrei ni Naritai» (ゆうれいになりたい?), interpretado por Yuika, mientras que el tema de cierre es «Ai Ai Ai Ai AI» (愛愛愛愛愛?), interpretado por Pedro.
Crunchyroll obtuvo la licencia de la serie en América del Norte, América Central, América del Sur, Europa, África, Oceanía, Oriente Medio, CEI y subcontinente indio.